# ドゥシュコ・トシッチ
ドゥシュコ・トシッチ（キリル文字: Душко Тошић, ラテン文字: Duško Tošić, 1985年1月19日 - ）はセルビア出身の元同国代表選手サッカー選手である。現役時代のポジションはディフェンダーで、主に左サイドバック。

## 経歴
2006年にセルビア代表デビュー。2018 FIFAワールドカップのメンバーにも選出され、大会では2試合に出場した。セルビア代表として通算25試合に出場、1得点をあげた。

## 私生活
2008年に歌手のイェレナ・カルレウシャと結婚した。

## 所属クラブ
- OFKベオグラード 2002-2006
- FCソショー 2006-2007
- ヴェルダー・ブレーメン 2007-2010
- ポーツマスFC 2010

→ クイーンズ・パーク・レンジャーズFC 2010 (loan)
- レッドスター・ベオグラード 2010-2012

→ レアル・ベティス 2011 (loan)
- ゲンチレルビルリイSK 2012-2015
- ベシクタシュJK 2015-2018
- 広州富力足球倶楽部 2018-2020
- カスムパシャSK 2021

## 代表歴
- セルビア代表 2006-2018
  - 2006年11月15日 - A代表初出場 - ノルウェー代表戦

### 出場大会
- セルビア代表
  - 2018 FIFAワールドカップ

### 試合数
- 国際Aマッチ 25試合 1得点（2006年-2018年）[1]

| セルビア代表 | 国際Aマッチ | 国際Aマッチ |
| 年           | 出場        | 得点        |
| ------------ | ----------- | ----------- |
| 2006         | 1           | 0           |
| 2007         | 6           | 1           |
| 2008         | 1           | 0           |
| 2009         | 0           | 0           |
| 2010         | 0           | 0           |
| 2011         | 0           | 0           |
| 2012         | 2           | 0           |
| 2013         | 0           | 0           |
| 2014         | 3           | 0           |
| 2015         | 3           | 0           |
| 2016         | 2           | 0           |
| 2017         | 2           | 0           |
| 2018         | 5           | 0           |
| 通算         | 25          | 1           |